# James Lighthill
Sir Michael James Lighthill, FRS, född 23 januari 1924, död 17 juli 1998, var en brittisk tillämpad matematiker, känd för sitt banbrytande arbete inom området aeroakustik. Han läste på Winchester College, Trinity College, Cambridge och University of Manchester samt specialiserade sig inom fluidmekanik. Hans arbete har använts i utvecklingen av Concorde.